# Bas Dost
Bas Dost (Deventer, 1989. május 31. –) holland labdarúgó, a N.E.C. játékosa.

## Pályafutása

### Fiatal évei
Első klubja a Germanicus volt, majd néhány szezont követően a FC Emmen akadémiájára került, ahol tovább tanulta a labdarúgás alapjait.

### FC Emmen
Az akadémián jó benyomást tett az Emmen edző stábjának és a 2007/08-as szezonra szerződést ajánlottak neki. Az első csapatnál eleinte csak kispadon kapott szerepet, ahonnan a mérkőzés vége felé lépett pályára, de idővel később már kezdőként számoltak vele. 2008. február 8-án szerezte meg első két gólját a Fortuna Sittard ellen. A BV Veendam ellen megszerezte az első profi mesterhármasát. A szezont 23 bajnoki mérkőzéssel zárta, amelyeken 6 gólt szerzett.

### Heracles Almelo
2008 nyarán a Heracles Almelo csapatába igazolt 300 000 euróért, ahol megmutatta miért tartják a holland bajnokság egyik legtehetségesebb játékosának. Két sikeres szezont töltött a csapatnál, ahol az első szezonban 3 gólt szerzett a bajnokságban, és 3 gólpasszt is jegyzett, amiből kettőt Ricky van den Berghnek adott, majd a második szezonban 14 bajnoki gólt szerzett. Sok pletyka volt arról h az Ajax csapatába igazol, de végül az SC Heerenveen klubjába igazolt.

### SC Heerenveen
2010. május 18-án aláírt 5 évre a SC Heerenveen csapatához, 670. 00 euróért, mindössze 20 évesen. Rögtön kezdőjátékossá vált új klubjában, ahol termelte a gólokat és a szezon végére 13 bajnoki és 1 gólt a kupában is szerzett.
A 2011/12-es szezonban is folytatta a góltermelést. Mesterhármast szerzett a ADO Den Haag és a NEC Nijmegen ellen. 2011. december 10-én az Excelsior Rotterdam ellen 5 gólt szerzett. 34 bajnokin lépett pályára és 32 gólt szerzett, amivel a bajnokság gólkirálya lett, és ezek mellett 6 gólt szerzett a kupában, mindössze 5 mérkőzésen.

### VfL Wolfsburg
2012. június 1-jéna VfL Wolfsburg a honlapján jelentette be, hogy leigazoltál Dost.

### Sporting CP
2016. augusztus 28-án bejelentették,hogy a portugál Sporting CP-hez igazolt. 11,85 millió eurót fizettek érte. A 2016/2017-es szezonban a portugál bajnokság gólkirálya lett 34 találattal.

### Eintracht Frankfurt
2019. augusztus 26-án az Eintracht Frankfurt hivatalos honlapján jelentette be, hogy 2022. június 30-ig szóló szerződést írt alá a holland játékossal.

### Club Brugge
2020. december 24-én jelentették be, hogy szerződtette a belga Club Brugge csapata. Január 10-én góllal debütált a Sint-Truidense csapata ellen 2–1-re megnyert bajnoki mérkőzésen.

### Utrecht
2022. július 1-jén az Utrecht csapatába igazolt.

### N.E.C.
2023. augusztus 23-án egyéves szerződést írt alá a N.E.C. csapatával. Október 29-én az Alkmaar ellen gól és gólpasszt jegyzett a 2–1-re megnyert mérkőzésen, de a 90. percben összeesett a pályán. November 2-án hozták nyilvánosságra, hogy szívizomgyulladás okozta a rosszullétét.

## Válogatott
2012 augusztusában hívta be Louis van Gaal a válogatottba a belga labdarúgó-válogatott elleni mérkőzésre, de pályára nem lépett. 2018. április 17-én bejelentette visszavonulását a válogatottól.18 mérkőzésen egyszer talált be a válogatottban.

## Sikerei, díjai
- VfL Wolfsburg
  - Német kupa: 2014–15
  - Német szuperkupa: 2015
- Sporting CP
  - Portugál kupa: 2018–19
  - Portugál ligakupa: 2017–18, 2018–19
- Club Brugge
  - Belga bajnok: 2020–21, 2021–22
  - Belga szuperkupa: 2021